# Nick Bostrom
Nick Bostrom (Niklas Boström, en suec) és un filòsof suec i un destacat acadèmic de la Universitat d'Oxford. És reconegut per les seves contribucions al principi antròpic, l'ètica del perfeccionament humà i riscos de la superintel·ligència artificial. Va obtenir el seu doctorat a l'Escola d'Economia i Ciència Política de Londres l'any 2000. És cofundador de l'Associació Transhumanista Mundial (1998) juntament amb David Pearce. Autor de "Superintelligence: Paths, Dangers, Strategies” (2014), el seu treball ha influït en el debat sobre l'impacte ètic i filosòfic de les tecnologies avançades.

## Biografia
Bostrom va néixer un 10 de març de 1973 a Helsingborg, Suècia. Des de ben petit que no li agradava gens l'escola i, a causa d'això, va passar-se els seus últims anys d'institut estudiant des de casa, optant per educar-se a si mateix en una gran varietat de disciplines com a antropologia, art, literatura i ciència.
Va obtenir un grau en filosofia, matemàtiques, lògica matemàtica i intel·ligència artificial a la Universitat de Göteborg i va realitzar un màster en filosofia i física, i neurociència computacional a la Universitat d'Estocolm i el King's College de Londres respectivament. Mentre estudiava a la Universitat d'Estocolm, va investigar la relació entre el llenguatge i la realitat estudiant a Willard Van Orman Quine, un filòsof i analític.

## Llibres
- 2002 – Biaix antròpic: efectes de la selecció d'observació en la ciència i la filosofia, ISBN 0-415-93858-9.
- 2009 – Perfeccionament humà, editat per Bostrom i Julian Savulescu, ISBN 0-19-929972-2.
- 2011 – Risc catastròfic global, editat per Bostrom i Milan M. Ćirković, ISBN 978-0-19-857050-9.
- 2014 – Superinteligencia: camins, perills, estratègies, ISBN 978-0-19-967811-2.